# Gourza
Le djebel Gourza est un sommet du Haut Atlas occidental, à moins de 100 km au sud-est de Marrakech. Son altitude dépassant les 3 000 m (exactement 3 280 m) explique la présence de la neige sur ses hauteurs de novembre jusqu'à mai de chaque année.
Selon les croyances berbères, Gourza est une montagne sacrée. Chaque année, un mouggar (moussem) était organisé à son sommet pour y sacrifier un bœuf en guise d'offrande.
Le sommet du Gourza comporte plusieurs sanctuaires étranges et idoles en tas de pierre, semblables à l'idole en pierre du dieu Gorza, divinité à laquelle les tribus houaras demandaient de protéger leurs troupeaux.
Le djebel Gourza approvisionne en eau potable plusieurs localités, notamment Amizmiz, Tazalt et la bourgade berbère de Tinmel, ainsi que les oueds Amizmiz et N'fis.
Appelé à tort djebel Tezah par certains géographes européens (induits en erreur par le mot tizi qui fait référence au Tizi-n-Imiri, col qui connecte la vallée du N'Fiss à Marrakech),, le Gourza a été longtemps considéré, pendant la période pré-protectorat, comme le deuxième plus haut sommet du Maroc. Compte tenu de son aspect imposant et solitaire, on lui donnait une altitude de 4 000 m.

## Ascension

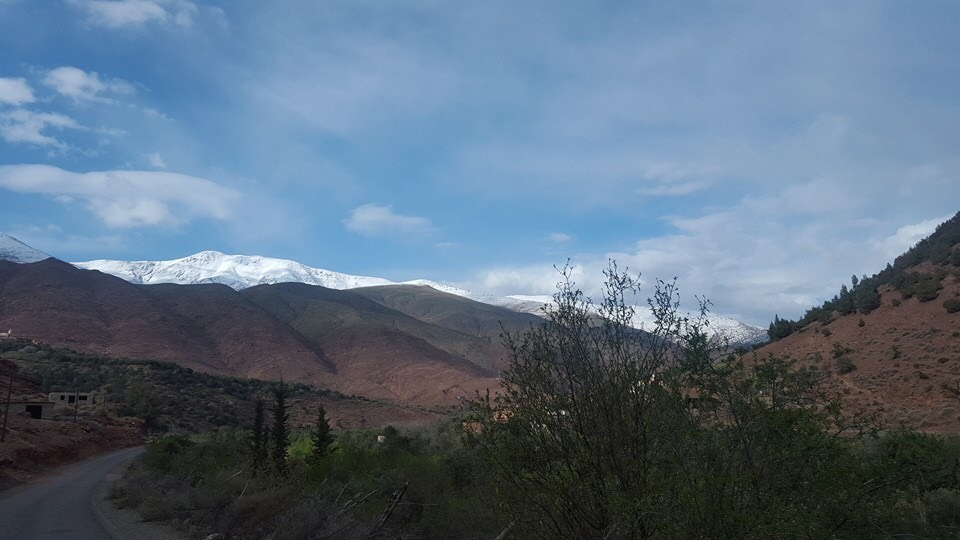
Vue du massif de Gourza enneigé (arrière-plan), depuis les environs de Tinmel.

Sa première ascension par des Européens fut effectuée en 1871 par des Britanniques : Joseph Hooker et George Ball ; auparavant, aucun sommet de plus de 3 000 m de l'Atlas n'avait encore été atteint par des étrangers.
En raison de l'absence de sentiers battus menant vers son sommet et de sa longueur, son ascension nécessite une bonne condition physique. La meilleure saison pour effectuer l'ascension est de mars à juin. En hiver, il est préférable d'éviter l'ascension par le côté nord en raison de l'enneigement important. La période à éviter en été est entre mi-août et fin septembre (risque accru de tempêtes).

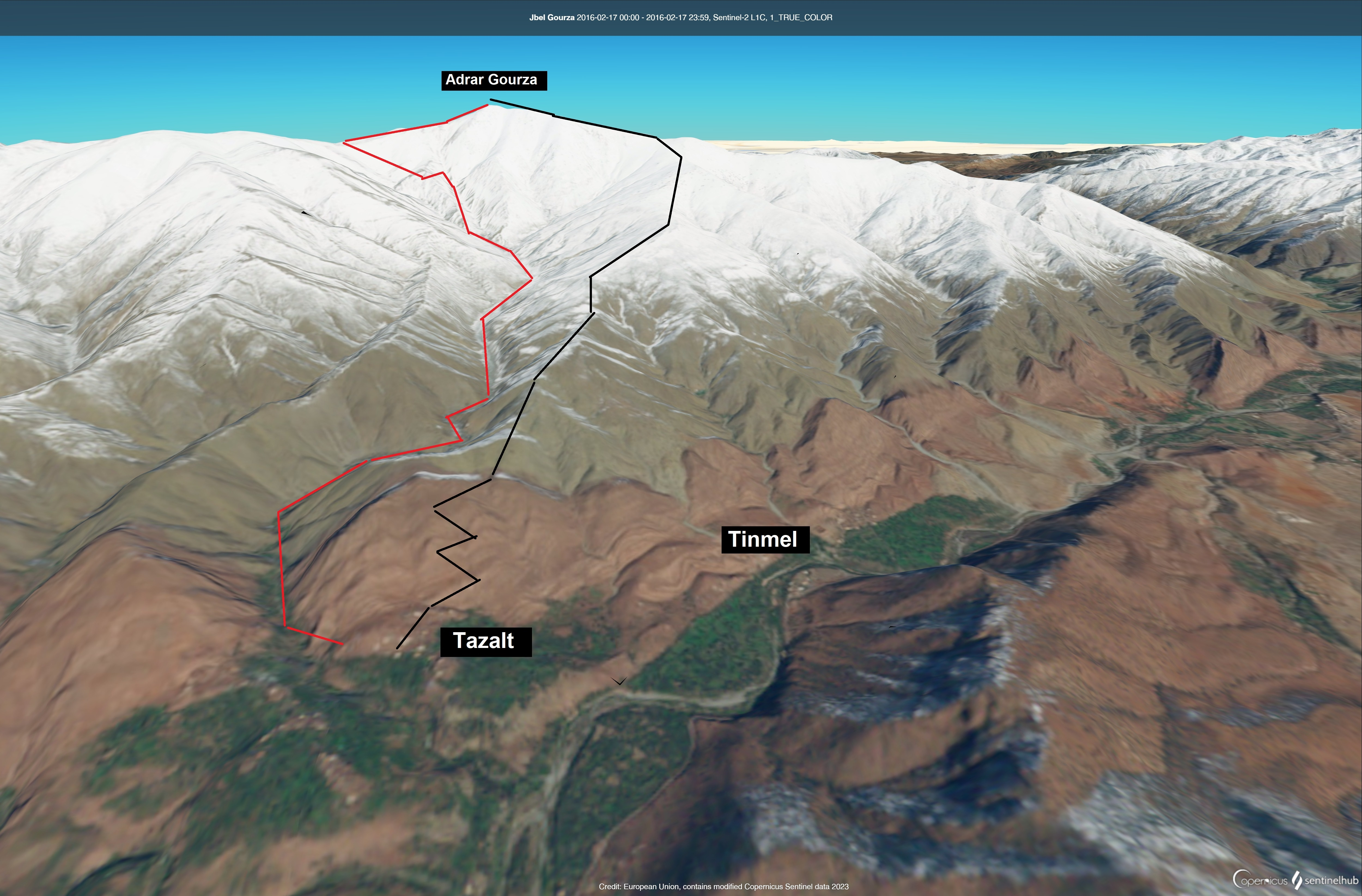
Chemins de l'ascension du Gourza à partir de Tazalt (versant sud-est).

Le sommet peut être atteint par plusieurs trajets, dont principalement :
- ascension nord : depuis Tizga, village au sud d'Amizmiz, se diriger vers le Tizi-n-Imiri (« col du tas de pierre »[8]) puis prendre la gauche vers le sommet ;
- ascension sud : depuis Tazalt (accessible par voiture), emprunter un sentier visible dans le lit de l'oued (affluent de l'oued N'Fiss) qui mène vers les cascades de l'Azib Doutghuni[9] (passant par les Azibs Tasmayn), puis entamer l'ascension par un thalweg qui mène directement vers le sommet. Possibilité de prendre la gauche vers un thalweg dont la pente est moins sévère pour rejoindre le Tizi-n-Imiri, puis prendre la droite vers le sommet ;
- ascension sud : depuis Tazalt ou Tinmel, prendre la direction du nord (pentes sévères jusqu'à atteindre une altitude de l'ordre de 1 900 m) et rester sur la crête jusqu'à l'anfa (point permettant de voir la plaine de Marrakech), puis prendre la gauche vers le sommet. Pas de point d'eau sur ce trajet en automne et en été (présence de neige en hiver et de névés en printemps).